# Joaquim Carbó i Masllorens
Joaquim Carbó i Masllorens   (Caldes de Malavella, 24 d'agost de 1932) és un escriptor català.

## Biografia
Se'l coneix tant per la seva obra per a nois i noies com per la destinada als adults (és autor d'un centenar de títols). Ha treballat en diversos col·lectius i projectes emblemàtics de la cultura catalana. Per exemple, pertany als pioners de la revista Cavall Fort, de la qual fou un dels cofundadors (1961); va formar part del grup Ofèlia Dracs i va ser un dels primers dirigents de l'Associació d'Escriptors en Llengua Catalana. Actiu en les xerrades a les escoles, va haver-ho de deixar per problemes amb la faringe. Roman preocupat per la pedagogia, la literatura i el lleure, s'ha involucrat activament en iniciatives de foment de la lectura entre els infants i els joves.
Des de l'any 2004, per Sant Jordi, a Caldes de Malavella es lliura el Premi de Microliteratura Joaquim Carbó, convocat per la Biblioteca Francesc Ferrer i Guàrdia i l'Àrea de Cultura de l'Ajuntament.
Joaquim Carbó va néixer a Caldes de Malavella malgrat que els seus pares (Maria Masllorens i Aradas i Francesc Carbó i Ferrer) residien habitualment a Barcelona, primer al pis que els avis paterns tenien al carrer Gran de Gràcia i, després, al carrer de La Perla. Degut a la mala relació amb els sogres, la seva mare va decidir traslladar-se a casa dels seus pares, a Caldes de Malavella, on en Joaquim Carbó va néixer el 24 d'agost de 1932.
Un cop retornats a Barcelona, no van trigar a mudar-se al carrer Dénia. I, en incorporar-se a files el pare, en esclatar la Guerra Civil, Carbó va ser enviat a Caldes de Malavella, on passaria la major part de la contesa. La seva mare, en canvi, es va quedar a la capital per por de perdre el pis i només anava al poble de tant en tant.
Carbó va començar a anar a l'escola, irregularment, a Caldes i, un cop retornat a Barcelona, finalitzat el conflicte bèl·lic, a finals del 1939 va anar, ja regularment, al Colegio Academia Cataluña, on hi va estudiar dos cursos, i a la Institución Escolar Lepanto. Després, va estudiar a la Escuela de Altos Estudios Mercantiles (Escola de Comerç), els dos primers cursos com a alumne lliure i, a partir del tercer, entre 1946 i 1948, com a alumne oficial. Un parell d'anys després de fer la mili a Figueres, Carbó es va casar amb Rosa Jordi. Fruit d'aquest matrimoni va néixer un fill, Maurici Carbó (1958).
Va treballar en una entitat bancària (Caixa de Pensions per a la Vellesa i d'Estalvis), principalment a la Secció de Personal, des del 1949 fins a la seva jubilació el 2002. Aquesta feina la va compaginar amb la creació literària, principalment destinada al públic infantil i juvenil. Carbó va iniciar la seva carrera literària l'any 1958 participant en un certamen literari que l'Obra Cultural de La Caixa organitzava entre els empleats: el conte "La cançó" a l'apartat de prosa lliure i "L'últim emperador" a l'apartat amb el tema obligatori sobre la importància i transcendència economico-social del regnat de Carles V. Els dos treballs presentats van guanyar el primer premi dels apartats respectius.
L'any 1961 Carbó va ser un dels cofundadors de la revista Cavall Fort. En el seu primer número, hi va publicar sense signar el conte "El maquinista de Cotentin" i els contes que va publicar en els dos números següents els va signar amb el nom de Llorenç Mas. Aquesta decisió per amagar l'autoria dels contes va ser causada per un malentès amb un directiu de La Caixa arran de la publicació del conte "L'examen d'ingrés". Carbó només ha tornat a fer servir pseudònim en les seves col·laboracions amb Ofèlia Dracs i quan així ho ha exigit el premi al qual s'ha presentat.
Carbó es va iniciar en el llibre infantil i juvenil amb La casa sota la sorra (1966), 
Durant sis anys va ser tresorer de l'Associació d'Escriptors en Llengua Catalana (AELC). Actualment n'és Soci d'Honor.

## Obra
El seu fons personal i literari es conserva a la Biblioteca de Catalunya.

### Narrativa
- L'escapada (Barcelona: Alfaguara, 1967)
- Els orangutans (Barcelona: Nova Terra, 1967)
- El carreró contra Còssima (Barcelona: Cadí, 1969)
- Amb una precisió fantàstica (Barcelona: Moll, 1969)
- El setè filtre (Barcelona: Galba, 1980)
- S'ha acabat el bròquil! (València: Eliseu Climent, 1987)
- L'altre barri (Barcelona: Columna, 1991)
- El noi de la mare (Barcelona: La Campana, 1992)
- Retrat amb negra (Catarroja: Perifèric, 2005)
- Jocs d'infants: un pròleg i cent jocs (Cànoves: Proteus, 2011)
- Viure amb els ulls[6] (Catarroja: Perifèric, 2011)
- Pantalons curts[7][8] (Barcelona: Ara Llibres, 2013)
- Epistolari Jordi Arbonès & Joaquim Carbó (a cura de Montserrat Bacardí) (Lleida: Punctum, 2014)
- Va com va![9] (Barcelona: Males Herbes, 2015)
- Testament (Barcelona: Males Herbes, 2019)
- Males setmanes (Barcelona: L'Avenç, 2021)
- Sense futur: entre llibres i rutines (Barcelona: Destino, 2022)
- Un altre tròpic (Lleida: Pagès Editors, 2022)
- L'ascens de Daniel Bastida ; La caiguda de Daniel Bastida (Barcelona: Comanegra, 2022)

### Narrativa breu
- La sortida i l'entrada (Barcelona: Albertí, 1962)
- Les arrels (Palma: Moll, 1963)
- Solucions provisionals (Barcelona: Selecta, 1965)
- Un altre Tròpic (Barcelona: Arimany, 1965)
- Bonsais de paper (Barcelona: Cafè Central, 1990)
- El jardí de Lil·liput (Lleida: Pagès, 1994)
- Elogi de la formiga (Barcelona: Columna, 1996)
- L'Ofèlia i jo (Lleida: Pagès, 2004)
- Un disset de maig (Barcelona: CIM, 2005)
- Cadàvers ben triats (Lleida: Pagès, 2010)

### Narrativa infantil i juvenil
- La casa sota la sorra [aventures de Pere Vidal] (Barcelona: Estela, 1966)
- La casa sota la sorra [còmic] [aventures de Pere Vidal] (Barcelona: Llibres Anxaneta, 1968)
- La colla dels deu (Barcelona: La Galera, 1969)
- I tu, què hi fas aquí? (Barcelona: La Galera, 1970)
- El zoo a casa (Barcelona: Grup Promotor, 1975)
- L'home de Munic (Barcelona: La Galera, 1977)
- Els gossos salvatges (Barcelona: Edicions 62, 1977)
- L'home dels nassos: el curs de l'any a través de dites, poemes i cançons (Barcelona: La Galera, 1977)
- L'arbre de les fonts (Barcelona: Barcanova, 1977)
- En Felip Marlot [aventures de Felip Marlot] (Barcelona: Publicacions de l'Abadia de Montserrat, 1979)
- Calidoscopi de l'aigua i del sol (Barcelona: Grup Promotor, 1979)
- El país d'en Fullaraca [aventures de Pere Vidal] (Barcelona: Laia, 1979)
- El llop i el caçador (Barcelona: La Galera, 1979)
- La màgia del temps (Barcelona: Publicacions de l'Abadia de Montserrat, 1980)
- Els bruixots de Kibor [aventures de Pere Vidal] (Barcelona: Laia, 1981)
- L'ocell meravellós (Barcelona: Publicacions de l'Abadia de Montserrat, 1981)
- La casa sobre el gel [aventures de Pere Vidal] (Barcelona: Laia, 1982)
- La Laieta i el jardí mòbil (Barcelona: La Galera, 1982)
- El país d'en Fullaraca [còmic] [aventures de Pere Vidal] (Barcelona: Unicorn, 1983)
- Els bruixots de Kibor [còmic] [aventures de Pere Vidal] (Barcelona: Unicorn, 1983)
- La bruixa Nicotina (Barcelona: Generalitat de Catalunya, 1983)
- Un altre Felip Marlot, si us plau! [aventures de Felip Marlot] (Barcelona: Publicacions de l'Abadia de Montserrat, 1983)
- Operació Borinot (Barcelona: La Magrana, 1983)
- Un xicot de sort: contes (Barcelona: Cruïlla, 1983)
- Els rampells d'en Ton (Barcelona: Generalitat de Catalunya, 1984)
- La casa sobre el gel [còmic] [aventures de Pere Vidal] (Barcelona: Unicorn, 1984)
- La casa sota la lona [còmic] [aventures de Pere Vidal] (Barcelona: Unicorn, 1984)
- El dia que en Cecili es va perdre (Barcelona: Cruïlla, 1985)
- La Roser Veraç i altres contes (Barcelona: Cruïlla, 1985)
- En Miquel sobre l'asfalt (Barcelona: La Galera, 1986)
- La casa sota el mar [còmic] [aventures de Pere Vidal] (Barcelona: Casals, 1986)
- Les dues cares de l'atur (Barcelona: L'Atzar, 1986)
- L'orella del poble (Barcelona: Publicacions de l'Abadia de Montserrat, 1987)
- Corre, Isabel, corre! (Barcelona: La Galera, 1989)
- El solar de les rates (Barcelona: Pirene, 1989)
- El vol del colom (Barcelona: Columna, 1989)
- La calaixera dels contes (Barcelona: Casals, 1989)
- La casa sota el mar [aventures de Pere Vidal] (Barcelona: Laia, 1989)
- La ciclista Caterina (Barcelona: Cruïlla, 1990)
- Felip Marlot detectiu [còmic] [aventures de Felip Marlot] (Barcelona: Columna, 1991)
- Interfase amb mosca (Barcelona: Barcanova, 1991)
- L'honor de Fazel Madani (Barcelona: Columna, 1991)
- El rock d'en Felip Marlot [aventures de Felip Marlot] (Barcelona: Publicacions de l'Abadia de Montserrat, 1992)
- El país de les cabres (Barcelona: Cruïlla, 1992)
- Dues cares té el jardí (Barcelona: Edelvives, 1992)
- La casa sota la lona [aventures de Pere Vidal] (Barcelona: Columna, 1992)
- La Serafina té gana (Barcelona: Cruïlla, 1993)
- Amors a primera vista (Barcelona: Columna, 1993)
- Els dos mons d'en Sergi (Barcelona: Columna, 1994)
- El geni d'Aladí Garcia (Barcelona: Edebé, 1994)
- La mar salada (Barcelona: La Galera, 1994)
- La Dèlia i els ocells (Barcelona: Cruïlla, 1995)
- El mico xerraire (Barcelona: Baula, 1995)
- Més clar l'aigua! (Barcelona: La Galera, 1995)
- Un lloro de pel·lícula (València: Tàndem, 1996)
- La casa sota les estrelles [aventures de Pere Vidal] (Barcelona: Columna, 1996)
- El cant de l'esparver (Barcelona: Cruïlla, 1997)
- El rei de la muntanya (Barcelona: Casals, 1997)
- La casa sota les estrelles [còmic] [aventures de Pere Vidal] (Barcelona: Casals, 1997)
- Bon dia, Tina! (Barcelona: Edebé, 1998)
- L'home que es va aturar davant de casa (Barcelona: La Galera, 1998)
- La casa sobre les mines [aventures de Pere Vidal] (Barcelona: Columna, 1998)
- L'escarabat de l'avi Quim (Barcelona: Fundació La Caixa, 1998)
- La veïna d'en Miquelet (Barcelona: Fundació La Caixa, 1998)
- L'últim joc de mans (Barcelona: Fundació La Caixa, 1998)
- El noi que va fer anar el ranxo endavant (Barcelona: La Galera, 1999)
- Nens del meu carrer (Barcelona: La Galera, 1999)
- Juma i el diamant (Barcelona: Cruïlla, 2000)
- En Nasi perd la por (Barcelona: Casals, 2000)
- La gorra (Barcelona: La Galera, 2001)
- La dona medicina (Barcelona: La Galera, 2001)
- L'àvia Teresa i el sol (Barcelona: La Galera, 2002)
- El lladre d'idees (Barcelona: Casals, 2002)
- Hi ha rodes i rodes! (Barcelona: Mediterrània, 2002)
- El gos del metro (Barcelona: Cruïlla, 2003)
- La casa sobre les mines [còmic] [aventures de Pere Vidal] (Barcelona: Casals, 2003)
- El sarcòfag (Girona: Museu d'Art de Girona, 2004)
- En Plora Miques i els animals (Barcelona: La Galera, 2004)
- Felip Marlot i les joies [aventures de Felip Marlot] (Barcelona: Barcanova, 2004)
- El fantasma del Liceu (Barcelona: Cruïlla, 2005)
- El noi que canviava d'ofici com de camisa (Barcelona: Planeta & Oxford, 2005)
- Els lleons de Morvià (Caldes d'Estrac: Edicions del Pirata, 2005)
- El gos entremaliat (Barcelona: Cruïlla, 2005)
- En Robi i els pardals (Bellaterra: Lynx, 2006)
- La suor del gegant (Caldes d'Estrac: Edicions del Pirata, 2006)
- Un joc molt bèstia ; Àngela (amb Gabriel Janer Manila) (Saifores: Fundació Àngels Garriga de Mata, 2006)
- L'última casa [aventures de Pere Vidal] (Barcelona: Columna, 2008)
- El gos de la masia (Barcelona: Cruïlla, 2008)
- Contes del dret i del revés (contes d'abans i contes d'ara) (Barcelona: Edicions del Pirata, 2010)
- Sant Jordi mata l'aranya (Barcelona: Baula, 2010)
- Rates amb ales (Barcelona: Baula, 2011)
- Un dia de la vida d'en Felip Marlot [aventures de Felip Marlot] (Barcelona: Barcanova, 2011)
- La fàbrica de contes (Barcelona: Baula, 2012)
- Concert de nit (Barcelona: Baula, 2013)
- Les vacances d'en Felip Marlot [aventures de Felip Marlot] (Barcelona: Barcanova, 2013)
- En Miquelet i les formigues (Barcelona: Baula, 2014)
- Paraules de menjar i veure (Barcelona: Barcanova, 2014)
- Ha passat el circ (Barcelona: Baula, 2015)
- La selva d'en Miquelet (Barcelona: Baula, 2015)
- En Miquelet i els cucuts (Barcelona: Baula, 2016)
- En Miquelet i els estels (Barcelona: Baula, 2016)
- En Felip Marlot i les clavegueres [aventures de Felip Marlot] (Barcelona: Barcanova, 2016)
- Un llop com cal (Lleida: Pagès, 2017)
- En Miquelet a la ciutat (Barcelona: Baula, 2017)
- En Miquelet i els gatets (Barcelona: Baula, 2018)
- Quin joc més bèstia! (Barcelona: Comanegra, 2019)
- Sabina, la veïna del davant (Barcelona: Barcanova, 2022)
- En Felip Marlot, els drons i els sensellar [aventures de Felip Marlot] (Barcelona: Animallibres, 2022)

### Altres
- Les armes de Bagatel·la (Barcelona: La Galera, 1974)
- El jardí de Flaire-Nas (Barcelona: La Galera, 1975)
- El teatre de Cavall Fort (Barcelona: Institut del Teatre, 1975)
- Homes i camins [coordinador] (Barcelona: La Galera, 1977)
- Som qui som: els Països Catalans i la seva gent (Barcelona: La Galera, 1980)
- La caritat explicada als joves (Barcelona: Columna, 2004)

### Ofèlia Dracs
- Deu pometes té el pomer (Barcelona: Tusquets, 1980)
- Lovecraft, Lovecraft! (Barcelona: Edicions 62, 1981)
- Negra i consentida (Barcelona: Laia, 1983)
- Essa Efa (Barcelona: Laia, 1985)
- Bocato di cardinale (València: Edicions Tres i Quatre, 1985)
- Misteri de reina (València: Edicions Tres i Quatre, 1994)

### Adaptacions
- L'anell dels nibelungs, de Richard Wagner (Barcelona: Proa, 1988)
- Un barret de palla d'Itàlia, d'Eugène Labiche (Barcelona: La Galera, 1993)
- Moby Dick, de Herman Melville (Barcelona: Proa, 1993)

### Traduccions
- Víctimes en fals, de Sébastien Japrisot (Barcelona: Edicions 62, 1963)
- Darrere la pista de Mowgli, de Jean-Michel Charlier (Barcelona: Llibres Anxaneta, 1964)
- El misteri de la casa solitària, de Jean-Michel Charlier (Barcelona: Llibres Anxaneta, 1964)
- La muntanya prohibida, de Jean-Michel Charlier (Barcelona: Llibres Anxaneta, 1965)
- Una ampolla dintre el mar, de Jean-Michel Charlier (Barcelona: Llibres Anxaneta, 1965)
- Els llops escarlates, de Jean-Michel Charlier (Barcelona: Llibres Anxaneta, 1966)
- Enigma sota l'aigua, de Jean-Michel Charlier (Barcelona: Llibres Anxaneta, 1966)
- Perill a la Camarga, de Jean-Michel Charlier (Barcelona: Llibres Anxaneta, 1968)
- Bon dia, estimada Balena, d'Achim Bröger (Barcelona: Joventut, 1978)
- En Baldiri i el barret màgic, d'Annegert Fuchshuber (Barcelona: Joventut, 1978)
- A reveure, estimada Balena, d'Achim Bröger (Barcelona: Joventut, 1987)
- El traïdor de Royalmont, de Jean-Michel Charlier (Barcelona: Complot, 1987)
- Hola, petita Balena, d'Achim Bröger (Barcelona: Joventut, 1997)
- Laura i el cor de les coses, de Lorenzo Silva (Barcelona: Destino, 2002)

## Premis
- 1964. Víctor Català per Solucions provisionals
- 1965. Joan Santamaria de narrativa per Un altre tròpic.
- 1969. Folch i Torres per I tu, què hi fas aquí?.
- 1980. Premi de la Crítica Serra d'Or de literatura infantil i juvenil per Calidoscopi de l'aigua i el sol.
- 1981. Joaquim Ruyra per La casa sota la sorra.
- 1982. Premi de Literatura Catalana de la Generalitat de Catalunya per L'ocell meravellós.
- 1985. Premi Guillem Cifre de Colonya per En Miquel sobre l'asfalt.
- 1992. Premi de la Crítica Serra d'Or de literatura infantil i juvenil per Interfase amb mosca.
- 2002. Memorial Jaume Fuster de l'AELC al conjunt de la seva obra.
- 2011. Premi Trajectòria al conjunt de la seva obra.[10]
- 2022. Finalista Premi Josep Pla per Sense futur.[11]